# Lista över formel 1-förare
Lista över förare som tävlat i formel 1.

## A
- George Abecassis, Storbritannien †
- Kenny Acheson, Storbritannien
- Philippe Adams, Belgien
- Walt Ader, USA[1]
- Kurt Adolff, Tyskland
- Fred Agabashian, USA[1]
- Kurt Ahrens, Tyskland
- Christijan Albers, Nederländerna
- Michele Alboreto, Italien †
- Jean Alesi, Frankrike
- Jaime Alguersuari, Spanien
- Philippe Alliot, Frankrike
- Cliff Allison, Storbritannien †
- Fernando Alonso, Spanien
- Giovanna Amati, Italien
- George Amick, USA[1] †
- Red Amick, USA[1] †
- Chris Amon, Nya Zeeland
- Bob Anderson, Storbritannien †
- Conny Andersson, Sverige
- Mario Andretti, USA
- Michael Andretti, USA
- Keith Andrews, USA[1] †
- Marco Apicella, Italien
- Mário Araújo Cabral, Portugal
- Frank Armi, USA[1] †
- Chuck Arnold, USA[1] †
- René Arnoux, Frankrike
- Peter Arundell, Storbritannien †
- Alberto Ascari, Italien †
- Peter Ashdown, Storbritannien
- Ian Ashley, Storbritannien
- Gerry Ashmore, Storbritannien
- Bill Aston, Storbritannien †
- Richard Attwood, Storbritannien
- Manny Ayulo, USA[1]†

## B
- Luca Badoer, Italien
- Giancarlo Baghetti, Italien †
- Julian Bailey, Storbritannien
- Mauro Baldi, Italien
- Bobby Ball, USA[1] †
- Marcel Balsa, Frankrike †
- Lorenzo Bandini, Italien †
- Henry Banks, USA[1] †
- Fabrizio Barbazza, Italien
- John Barber, Storbritannien
- Skip Barber, USA
- Paolo Barilla, Italien
- Rubens Barrichello, Brasilien
- Michael Bartels, Tyskland
- Edgar Barth, Tyskland †
- Giorgio Bassi, Italien
- Erwin Bauer, Tyskland †
- Zsolt Baumgartner, Ungern
- Asdrúbal Fontes Bayardo, Uruguay †
- Élie Bayol, Frankrike †
- Don Beauman, Storbritannien †
- Karl-Günther Bechem, Tyskland
- Jean Behra, Frankrike †
- Derek Bell, Storbritannien
- Stefan Bellof, Tyskland †
- Paul Belmondo, Frankrike
- Tom Belsø, Danmark
- Jean-Pierre Beltoise, Frankrike
- Olivier Beretta, Monaco
- Allen Berg, Kanada
- Georges Berger, Belgien †
- Gerhard Berger, Österrike
- Éric Bernard, Frankrike
- Enrique Bernoldi, Brasilien
- Enrico Bertaggia, Italien
- Tony Bettenhausen, USA[1]
- Mike Beuttler, Storbritannien †
- Lucien Bianchi, Belgien †
- Gino Bianco, Brasilien †
- Hans Binder, Österrike
- Clemente Biondetti, Italien †
- Prince Bira, Thailand †
- Pablo Birger, Argentina †
- Art Bisch, USA[1] †
- Harry Blanchard, USA †
- Michael Bleekemolen, Nederländerna
- Trevor Blokdyk, Sydafrika †
- Mark Blundell, Storbritannien
- Raul Boesel, Brasilien
- Bob Bondurant, USA
- Felice Bonetto, Italien †
- Joakim Bonnier, Sverige †
- Roberto Bonomi, Argentina †
- Juan Manuel Bordeu, Argentina †
- Tommy Borgudd, Sverige
- Luki Botha, Sydafrika †
- Jean-Christophe Boullion, Frankrike
- Sébastien Bourdais, Frankrike
- Thierry Boutsen, Belgien
- Johnny Boyd, USA[1] †
- David Brabham, Australien
- Gary Brabham, Australien
- Jack Brabham, Australien
- Bill Brack, Kanada
- Ernesto Brambilla, Italien
- Vittorio Brambilla, Italien †
- Antonio Branca, Schweiz †
- Gianfranco Brancatelli, Italien
- Eric Brandon, Storbritannien †
- Don Branson, USA[1] †
- Tom Bridger, Storbritannien †
- Tony Brise, Storbritannien †
- Chris Bristow, Storbritannien †
- Peter Broeker, Kanada
- Tony Brooks, Storbritannien
- Alan Brown, Storbritannien †
- Walt Brown, USA[1] †
- Warwick Brown,  Australien
- Adolf Brudes, Tyskland †
- Martin Brundle, Storbritannien
- Gianmaria Bruni, Italien
- Jimmy Bryan, USA[1] †
- Clemar Bucci, Argentina
- Ronnie Bucknum, USA †
- Ivor Bueb, Storbritannien †
- Sébastien Buemi, Schweiz
- Luiz Bueno, Brasilien
- Ian Burgess, Storbritannien
- Luciano Burti, Brasilien
- Roberto Bussinello, Italien †
- Jenson Button, Storbritannien
- Tommy Byrne, Irland

## C
- Giulio Cabianca, Italien †
- Phil Cade, USA †
- Alex Caffi, Italien
- John Campbell-Jones, Storbritannien
- Adrián Campos, Spanien
- John Cannon, Kanada †
- Eitel Cantoni, Uruguay †
- Bill Cantrell, USA[1] †
- Ivan Capelli, Italien
- Piero Carini, Italien †
- Duane Carter, USA[1] †
- Eugenio Castellotti, Italien †
- Johnny Cecotto, Venezuela
- François Cévert, Frankrike †
- Eugène Chaboud, Frankrike †
- Jay Chamberlain, USA †
- Colin Chapman, Storbritannien †
- Dave Charlton, Sydafrika
- Pedro Matos Chaves, Portugal
- Bill Cheesbourg, USA[1] †
- Eddie Cheever, USA
- Andrea Chiesa, Schweiz
- Ettore Chimeri, Italien †
- Louis Chiron, Monaco †
- Joie Chitwood, USA[1] †
- Bob Christie, USA[1]
- Johnny Claes, Belgien †
- Jim Clark, Storbritannien †
- Kevin Cogan, USA
- Peter Collins, Storbritannien †
- Bernard Collomb, Frankrike
- Alberto Colombo, Italien
- Érik Comas, Frankrike
- Franco Comotti, Italien †
- George Connor, USA[1] †
- George Constantine, USA †
- John Cordts, Kanada
- David Coulthard, Storbritannien
- Piers Courage, Storbritannien †
- Chris Craft, Storbritannien
- Jim Crawford, Storbritannien †
- Ray Crawford, USA[1] †
- Alberto Crespo, Argentina †
- António Creus, Spanien †
- Larry Crockett, USA[1] †
- Tony Crook, Storbritannien
- Art Cross, USA[1] †
- Geoff Crossley, Storbritannien †

## D
- Fritz d'Orey, Brasilien
- Cristiano da Matta, Brasilien
- Fernando da Silva Ramos, Brasilien
- Chuck Daigh, USA †
- Yannick Dalmas, Frankrike
- Derek Daly, Irland
- Christian Danner, Tyskland
- Jorge Daponte, Argentina †
- Anthony Davidson, Storbritannien
- Jimmy Davies, USA[1] †
- Colin Davis, Storbritannien
- Jimmy Daywalt, USA[1] †
- Andrea de Adamich, Italien
- Elio de Angelis, Italien †
- Andrea de Cesaris, Italien
- Carel Godin de Beaufort, Nederländerna †
- Alain de Changy, Belgien †
- Bernard de Dryver, Belgien
- Maria Teresa de Filippis, Italien
- Emmanuel de Graffenried, Schweiz †
- Peter de Klerk, Sydafrika
- Pedro de la Rosa, Spanien
- Alfonso de Portago, Spanien †
- Giovanni de Riu, Italien
- Max de Terra, Schweiz †
- Alejandro de Tomaso, Italien †
- Charles de Tornaco, Belgien †
- Emilio de Villota, Spanien
- Jean-Denis Deletraz, Schweiz
- Patrick Depailler, Frankrike †
- Lucas Di Grassi, Brasilien
- Pedro Diniz, Brasilien
- Duke Dinsmore, USA[1] †
- Frank Dochnal, USA
- José Dolhem, Frankrike †
- Martin Donnelly, Storbritannien
- Mark Donohue, USA †
- Robert Doornbos, Nederländerna
- Ken Downing, Storbritannien †
- Bob Drake, USA †
- Paddy Driver, Sydafrika
- Piero Drogo, Italien †
- Johnny Dumfries, Storbritannien
- Len Duncan, USA[1] †
- Piero Dusio, Italien †

## E
- George Eaton, Kanada
- Bernie Ecclestone, Storbritannien
- Don Edmunds, USA[1]
- Guy Edwards, Storbritannien
- Vic Elford, Storbritannien
- Ed Elisian, USA[1] †
- Paul Emery, Storbritannien †
- Tomáš Enge, Tjeckien
- Paul England, Australien
- Harald Ertl, Österrike †
- Marcus Ericsson, Sverige
- Nasif Estéfano, Argentina †
- Philippe Étancelin, Frankrike †
- Bob Evans, Storbritannien

## F
- Corrado Fabi, Italien
- Teo Fabi, Italien
- Pascal Fabre, Frankrike
- Carlo Facetti, Italien
- Luigi Fagioli, Italien †
- Jack Fairman, Storbritannien †
- Juan Manuel Fangio, Argentina †
- Nino Farina, Italien †
- Walt Faulkner, USA[1] †
- William Ferguson, Sydafrika
- Ralph Firman, Irland
- Ludwig Fischer, Tyskland †
- Rudi Fischer, Schweiz †
- Mike Fisher, USA
- Giancarlo Fisichella, Italien
- John Fitch, USA
- Christian Fittipaldi, Brasilien
- Emerson Fittipaldi, Brasilien
- Wilson Fittipaldi, Brasilien
- Theo Fitzau, Tyskland †
- Pat Flaherty, USA[1] †
- Jan Flinterman, Nederländerna †
- Ron Flockhart, Storbritannien †
- Myron Fohr, USA[1] †
- Gregor Foitek, Schweiz
- George Follmer, USA
- George Fonder, USA[1] †
- Norberto Fontana, Argentina
- Carl Forberg, USA[1] †
- Gene Force, USA[1] †
- Franco Forini, Schweiz
- Philip Fotheringham-Parker, Storbritannien †
- A.J. Foyt, USA[1]
- Carlo Franchi, Italien
- Giorgio Francia, Italien
- Mackay Fraser, USA †
- Don Freeland, USA[1] †
- Heinz-Harald Frentzen, Tyskland
- Patrick Friesacher, Österrike
- José Froilán González, Argentina
- Joe Fry, Storbritannien †
- Paul Frère, Belgien †
- Hiroshi Fushida, Japan

## G
- Beppe Gabbiani, Italien
- Bertrand Gachot, Frankrike
- Patrick Gaillard, Frankrike
- Divina Galica, Storbritannien
- Nanni Galli, Italien
- Oscar Gálvez, Argentina †
- Fred Gamble, USA
- Howden Ganley, Nya Zeeland
- Frank Gardner, Australien
- Billy Garrett, USA[1] †
- Jo Gartner, Österrike †
- Tony Gaze, Australien
- Geki, Italien †
- Olivier Gendebien, Belgien †
- Marc Gené, Spanien
- Elmer George, USA[1] †
- Bob Gerard, Storbritannien †
- Gerino Gerini, Italien
- Peter Gethin, Storbritannien
- Piercarlo Ghinzani, Italien
- Bruno Giacomelli, Italien
- Dick Gibson, Storbritannien
- Richie Ginther, USA †
- Yves Giraud-Cabantous, Frankrike †
- Ignazio Giunti, Italien †
- Timo Glock, Tyskland
- Helmut Glöckler, Tyskland †
- Paco Godia, Spanien †
- Christian Goethals, Belgien †
- Paul Goldsmith, USA[1]
- Óscar González, Uruguay †
- Aldo Gordini, Frankrike †
- Horace Gould, Storbritannien †
- Jean-Marc Gounon, Frankrike
- Cecil Green, USA[1] †
- Keith Greene, Storbritannien
- Masten Gregory, USA †
- Cliff Griffith, USA[1] †
- Georges Grignard, Frankrike †
- Bobby Grim, USA[1] †
- Romain Grosjean, Frankrike
- Olivier Grouillard, Frankrike
- Brian Gubby, Storbritannien
- André Guelfi, Frankrike
- Dan Gurney, USA
- Miguel Ángel Guerra, Argentina
- Roberto Guerrero, Colombia
- Maurício Gugelmin, Brasilien

## H
- Hubert Hahne, Tyskland
- Mike Hailwood, Storbritannien †
- Bruce Halford, Storbritannien †
- Jim Hall, USA
- Duncan Hamilton, Storbritannien †
- Lewis Hamilton, Storbritannien
- David Hampshire, Storbritannien †
- Sam Hanks, USA[1] †
- Walt Hansgen, USA †
- Mike Harris, Sydafrika
- Cuth Harrison, Storbritannien †
- Gene Hartley, USA[1] †
- Masahiro Hasemi, Japan
- Naoki Hattori, Japan
- Paul Hawkins, Australien †
- Mike Hawthorn, Storbritannien †
- Boy Hayje, Nederländerna
- Willi Heeks, Tyskland †
- Nick Heidfeld, Tyskland
- Theo Helfrich, Tyskland †
- Mack Hellings, USA[1] †
- Brian Henton, Storbritannien
- Johnny Herbert, Storbritannien
- Al Herman, USA[1] †
- Hans Herrmann, Tyskland
- François Hesnault, Frankrike
- Hans Heyer, Tyskland
- Damon Hill, Storbritannien
- Graham Hill, Storbritannien †
- Phil Hill, USA †
- Peter Hirt, Schweiz †
- David Hobbs, Storbritannien
- Ingo Hoffman, Brasilien
- Bill Holland, USA[1] †
- Jackie Holmes, USA[1] †
- Bill Homeier, USA[1] †
- Kazuyoshi Hoshino, Japan
- Jerry Hoyt, USA[1] †
- Denny Hulme, Nya Zeeland †
- James Hunt, Storbritannien †
- Jim Hurtubise, USA[1] †
- Gus Hutchison, USA
- Mika Häkkinen, Finland

## I
- Jacky Ickx, Belgien
- Yuji Ide, Japan
- Jésus Iglesias, Argentina †
- Taki Inoue, Japan
- Innes Ireland, Storbritannien †
- Eddie Irvine, Storbritannien
- Chris Irwin, Storbritannien

## J
- Jean-Pierre Jabouille, Frankrike
- Jimmy Jackson, USA[1] †
- Joe James, USA[1] †
- John James, Storbritannien †
- Jean-Pierre Jarier, Frankrike
- Max Jean, Frankrike
- Stefan "Lill-Lövis" Johansson, Sverige
- Eddie Johnson, USA[1] †
- Leslie Johnson, Storbritannien †
- Bruce Johnstone, Sydafrika
- Alan Jones, Australien
- Tom Jones, USA
- Juan Jover, Spanien †

## K
- Oswald Karch, Tyskland
- Narain Karthikeyan, Indian
- Ukyo Katayama, Japan
- Ken Kavanagh, Australien
- Rupert Keegan, Storbritannien
- Eddie Keizan, Sydafrika
- Al Keller, USA[1] †
- Joe Kelly, Irland †
- Dave Kennedy, Irland
- Loris Kessel, Schweiz
- Bruce Kessler, USA
- Nicolas Kiesa, Danmark
- Leo Kinnunen, Finland
- Danny Kladis, USA[1]
- Hans Klenk, Tyskland
- Christian Klien, Österrike
- Karl Kling, Tyskland †
- Ernst Klodwig, Tyskland †
- Kamui Kobayashi, Japan
- Helmuth Koinigg, Österrike †
- Heikki Kovalainen, Finland
- Mikko Kozarowitzky, Finland
- Willi Krakau, Tyskland †
- Rudolf Krause, Tyskland †
- Robert Kubica, Polen
- Kurt Kuhnke, Tyskland
- Masami Kuwashima, Japan

## L
- Robert La Caze, Frankrike
- Jacques Laffite, Frankrike
- Franck Lagorce, Frankrike
- Jan Lammers, Nederländerna
- Pedro Lamy, Portugal
- Chico Landi, Brasilien †
- Hermann Lang, Tyskland †
- Claudio Langes, Italien
- Nicola Larini, Italien
- Oscar Larrauri, Argentina
- Gérard Larrousse, Frankrike
- Jud Larson, USA[1] †
- Niki Lauda, Österrike
- Roger Laurent, Belgien †
- Giovanni Lavaggi, Italien
- Chris Lawrence, Storbritannien
- Michel Leclère, Frankrike
- Neville Lederle, Sydafrika
- Geoff Lees, Storbritannien
- Arthur Legat, Belgien †
- JJ Lehto, Finland
- Lamberto Leoni, Italien
- Les Leston, Storbritannien
- Pierre Levegh, Frankrike †
- Bayliss Levrett, USA[1] †
- Jackie Lewis, Storbritannien
- Stuart Lewis-Evans, Storbritannien †
- Guy Ligier, Frankrike
- Andy Linden, USA[1] †
- Roberto Lippi, Italien
- Vitantonio Liuzzi, Italien
- Lella Lombardi, Italien †
- Ricardo Londono, Colombia
- Ernst Loof, Tyskland †
- Henri Louveau, Frankrike †
- John Love, Zimbabwe †
- Pete Lovely, USA
- Roger Loyer, Frankrike †
- Jean Lucas, Frankrike †
- Jean Lucienbonnet, Frankrike †
- Brett Lunger, USA

## M
- Mike MacDowel, Storbritannien
- Bill Mackey, USA[1] †
- Lance Macklin, Storbritannien †
- Damien Magee, Storbritannien
- Tony Maggs, Sydafrika
- Mike Magill, USA[1] †
- Umberto Maglioli, Italien †
- Jan Magnussen, Danmark
- Guy Mairesse, Frankrike †
- Willy Mairesse, Belgien †
- Nigel Mansell, Storbritannien
- Sergio Mantovani, Italien †
- Johnny Mantz, USA[1] †
- Robert Manzon, Frankrike
- Onofre Marimón, Argentina †
- Helmut Marko, Österrike
- Tarso Marques, Brasilien
- Leslie Marr, Storbritannien
- Tony Marsh, Storbritannien
- Eugène Martin, Frankrike †
- Pierluigi Martini, Italien
- Jochen Mass, Tyskland
- Felipe Massa, Brasilien
- Michel May, Schweiz
- Tim Mayer, USA †
- François Mazet, Frankrike
- Gastón Mazzacane, Argentina
- Kenneth McAlpine, Storbritannien
- Perry McCarthy, Storbritannien
- Ernie McCoy, USA[1] †
- Johnny McDowell, USA[1] †
- Jack McGrath, USA[1] †
- Brian McGuire, Australien †
- Bruce McLaren, Nya Zeeland †
- Allan McNish, Storbritannien
- Graham McRae, Nya Zeeland
- Jim McWithey, USA[1]
- Carlos Menditéguy, Argentina †
- Harry Merkel, Tyskland †
- Arturo Merzario, Italien
- Roberto Mières, Argentina
- François Migault, Frankrike
- John Miles, Storbritannien
- André Milhoux, Belgien
- Chet Miller, USA[1] †
- Gerhard Mitter, Tyskland †
- Stefano Modena, Italien
- Franck Montagny, Frankrike
- Tiago Monteiro, Portugal
- Andrea Montermini, Italien
- Robin Montgomerie-Charrington, Storbritannien †
- Juan Pablo Montoya, Colombia
- Gianni Morbidelli, Italien
- Roberto Moreno, Brasilien
- Dave Morgan, Storbritannien
- Silvio Moser, Schweiz †
- Bill Moss, Storbritannien
- Stirling Moss, Storbritannien
- Gino Munaron, Italien
- David Murray, Storbritannien †
- Luigi Musso, Italien †

## N
- Bernd Nacke, Tyskland
- Kazuki Nakajima, Japan
- Satoru Nakajima, Japan
- Shinji Nakano, Japan
- Duke Nalon, USA[1] †
- Alessandro Nannini, Italien
- Emanuele Naspetti, Italien
- Massimo Natili, Italien
- Brian Naylor, Storbritannien †
- Mike Nazaruk, USA[1] †
- Tiff Needell, Storbritannien
- Jac Nelleman, Danmark
- John Nicholson, Nya Zeeland
- Cal Niday, USA[1] †
- Helmut Niedermayr, Tyskland †
- Brausch Niemann, Sydafrika
- Gunnar Nilsson, Sverige †
- Hideki Noda, Japan
- Rodney Nuckey, Storbritannien †
- Patrick Nève, Belgien

## O
- Robert O'Brien, USA †
- Pat O'Connor, USA[1] †
- Jackie Oliver, Storbritannien
- Danny Ongais, USA
- Karl Oppitzhauser, Österrike
- Arthur Owen, Storbritannien †

## P
- Carlos Pace, Brasilien †
- Nello Pagani, Italien †
- Riccardo Paletti, Italien †
- Torsten Palm, Sverige
- Jonathan Palmer, Storbritannien
- Olivier Panis, Frankrike
- Giorgio Pantano, Italien
- Max Papis, Italien
- Mike Parkes, Storbritannien †
- Reg Parnell, Storbritannien †
- Tim Parnell, Storbritannien
- Johnnie Parsons, USA[1] †
- Riccardo Patrese, Italien
- Al Pease, Kanada
- Roger Penske, USA
- Cesare Perdisa, Italien †
- Luis Pérez Sala, Spanien
- Larry Perkins, Australien
- Henri Pescarolo, Frankrike
- Alessandro Pesenti-Rossi, Italien
- Josef Peters, Tyskland †
- Ronnie Peterson, Sverige †
- Alfredo Piàn, Argentina †
- François Picard, Frankrike †
- Ernest Pieterse, Sydafrika
- Paul Pietsch, Tyskland
- André Pilette, Belgien †
- Teddy Pilette, Belgien
- Luigi Piotti, Italien †
- David Piper, Storbritannien
- Nelsinho Piquet, Brasilien
- Nelson Piquet, Brasilien
- Renato Pirocchi, Italien †
- Didier Pironi, Frankrike †
- Emanuele Pirro, Italien
- Antônio Pizzonia, Brasilien
- Jacques Pollet, Frankrike †
- Ben Pon, Nederländerna
- Dennis Poore, Storbritannien †
- Sam Posey, USA
- Charles Pozzi, Frankrike †
- Jackie Pretorius, Sydafrika
- Ernesto Prinoth, Italien †
- David Prophet, Storbritannien †
- Alain Prost, Frankrike
- Tom Pryce, Storbritannien †
- David Purley, Storbritannien †
- Clive Puzey, Zimbabwe

## Q
- Dieter Quester, Österrike

## R
- Ian Raby, Storbritannien †
- Bobby Rahal, USA
- Pierre-Henri Raphanel, Frankrike
- Dick Rathmann, USA[1] †
- Jim Rathmann, USA[1]
- Roland Ratzenberger, Österrike †
- Hector Rebaque, Mexiko
- Brian Redman, Storbritannien
- Jimmy Reece, USA[1] †
- Alan Rees, Storbritannien
- Clay Regazzoni, Schweiz †
- Carlos Reutemann, Argentina
- Lance Reventlow, USA †
- Peter Revson, USA †
- John Rhodes, Storbritannien
- Alex Ribeiro, Brasilien
- Ken Richardson, Storbritannien
- Fritz Riess, Tyskland †
- Jim Rigsby, USA[1] †
- Jochen Rindt, Österrike †
- John Riseley-Prichard, Storbritannien †
- Richard Robarts, Storbritannien
- Alberto Rodríguez Larreta, Argentina †
- Pedro Rodríguez, Mexiko †
- Ricardo Rodríguez, Mexiko †
- Franco Rol, Italien †
- Alan Rollinson, Storbritannien
- Tony Rolt, Storbritannien †
- Bertil Roos, Sverige
- Keke Rosberg, Finland
- Nico Rosberg, Tyskland
- Mauri Rose, USA[1] †
- Louis Rosier, Frankrike †
- Ricardo Rosset, Brasilien
- Huub Rothengatter, Nederländerna
- Lloyd Ruby, USA †
- Jean-Claude Rudaz, Schweiz
- Eddie Russo, USA[1]
- Giacomo Russo, Italien †
- Paul Russo, USA[1] †
- Troy Ruttman, USA †
- Peter Ryan, Kanada †
- Kimi Räikkönen, Finland

## S
- Eddie Sachs, USA[1]
- Bob Said, USA †
- Eliseo Salazar, Chile
- Mika Salo, Finland
- Roy Salvadori, Storbritannien
- Consalvo Sanesi, Italien †
- Stéphane Sarrazin, Frankrike
- Takuma Sato, Japan
- Carl Scarborough, USA[1] †
- Ludovico Scarfiotti, Italien †
- Giorgio Scarlatti, Italien †
- Ian Scheckter, Sydafrika
- Jody Scheckter, Sydafrika
- Harry Schell, USA †
- Tim Schenken, Australien
- Albert Scherrer, Schweiz †
- Domenico Schiattarella, Italien
- Heinz Schiller, Schweiz †
- Bill Schindler, USA[1] †
- Jean-Louis Schlesser, Frankrike
- Jo Schlesser, Frankrike †
- Bernd Schneider, Tyskland
- Rudolf Schoeller, Schweiz †
- Rob Schroeder, USA †
- Michael Schumacher, Tyskland
- Ralf Schumacher, Tyskland
- Vern Schuppan, Australien
- Adolfo Schwelm Cruz, Argentina
- Bob Scott, USA[1]
- Archie Scott-Brown, USA †
- Piero Scotti, Italien †
- Wolfgang Seidel, Tyskland †
- Günther Seiffert, Tyskland
- Ayrton Senna, Brasilien †
- Dorino Serafini, Italien †
- Chico Serra, Brasilien
- Doug Serrurier, Sydafrika †
- Johnny Servoz-Gavin, Frankrike
- Tony Settember, USA
- Hap Sharp, USA †
- Brian Shawe-Taylor, Storbritannien †
- Carroll Shelby, USA
- Tony Shelly, Nya Zeeland †
- Jo Siffert, Schweiz †
- André Simon, Frankrike
- Moisés Solana, Mexiko †
- Alex Soler-Roig, Spanien
- Raymond Sommer, Frankrike †
- Vincenzo Sospiri, Italien
- Stephen South, Storbritannien
- Mike Sparken, Frankrike
- Scott Speed, USA
- Mike Spence, Storbritannien †
- Alan Stacey, Storbritannien †
- Gaetano Starrabba, Italien †
- Chuck Stevenson, USA[1] †
- Ian Stewart, Storbritannien
- Jackie Stewart, Storbritannien
- Jimmy Stewart, Storbritannien †
- Siegfried Stohr, Italien
- Rolf Stommelen, Tyskland †
- Philippe Streiff, Frankrike
- Hans Stuck, Tyskland †
- Hans-Joachim Stuck, Tyskland
- Otto Stuppacher, Österrike †
- Danny Sullivan, USA
- Marc Surer, Schweiz
- John Surtees, Storbritannien
- Andy Sutcliffe, Storbritannien
- Adrian Sutil, Tyskland
- Len Sutton, USA[1] †
- Aguri Suzuki, Japan
- Toshio Suzuki, Japan
- Jacques Swaters, Belgien
- Bob Sweikert, USA[1] †

## T
- Toranosuke Takagi, Japan
- Noritake Takahara, Japan
- Kunimitsu Takahashi, Japan
- Patrick Tambay, Frankrike
- Luigi Taramazzo, Italien
- Gabriele Tarquini, Italien
- Piero Taruffi, Italien †
- Dennis Taylor, Storbritannien †
- Henry Taylor, Storbritannien
- John Taylor, Storbritannien †
- Mike Taylor, Storbritannien
- Trevor Taylor, Storbritannien
- Marshall Teague, USA[1] †
- Shorty Templeman, USA[1] †
- André Testut, Frankrike
- Mike Thackwell, Nya Zeeland
- Alfonso Thiele, Italien †
- Eric Thompson, Storbritannien
- Johnny Thomson, USA[1] †
- Leslie Thorne, Storbritannien †
- Bud Tingelstad, USA[1] †
- Sam Tingle, Zimbabwe †
- Desmond Titterington, Storbritannien †
- Johnnie Tolan, USA[1] †
- Tony Trimmer, Storbritannien
- Maurice Trintignant, Frankrike †
- Jarno Trulli, Italien
- Esteban Tuero, Argentina
- Guy Tunmer, Sydafrika †
- Jack Turner, USA[1] †

## U
- Toni Ulmen, Tyskland †
- Bobby Unser, USA
- Jerry Unser, USA[1]
- Alberto Uria, Uruguay †

## V
- Nino Vaccarella, Italien
- Eric van de Poele, Belgien
- Dries van der Lof, Nederländerna †
- Gijs van Lennep, Nederländerna
- Basil van Rooyen, Sydafrika
- Bob Veith, USA[1] †
- Jos Verstappen, Nederländerna
- Sebastian Vettel, Tyskland
- Gilles Villeneuve, Kanada †
- Jacques Villeneuve, Kanada
- Jacques Villeneuve Sr, Kanada
- Luigi Villoresi, Italien †
- Ottorino Volonterio, Schweiz †
- Rikky von Opel, Liechtenstein
- Wolfgang von Trips, Tyskland †
- Jo Vonlanthen, Schweiz
- Bill Vukovich, USA[1] †

## W
- Fred Wacker, USA †
- Dave Walker, Australien
- Peter Walker, Storbritannien †
- Lee Wallard, USA[1] †
- Heini Walter, Schweiz
- Rodger Ward, USA †
- Derek Warwick, Storbritannien
- John Watson, Storbritannien
- Spider Webb, USA[1] †
- Mark Webber, Australien
- Volker Weidler, Tyskland
- Wayne Weiler, USA[1] †
- Karl Wendlinger, Österrike
- Peter Westbury, Storbritannien
- Chuck Weyant, USA[1]
- Ken Wharton, Storbritannien †
- Ted Whiteaway, Storbritannien
- Graham Whitehead, Storbritannien †
- Peter Whitehead, Storbritannien †
- Bill Whitehouse, Storbritannien †
- Robin Widdows, Storbritannien
- Eppie Wietzes, Kanada
- Mike Wilds, Storbritannien
- Jonathan Williams, Storbritannien
- Roger Williamson, Storbritannien †
- Dempsey Wilson, USA[1] †
- Desiré Wilson, Sydafrika
- Justin Wilson, Storbritannien
- Vic Wilson, Storbritannien †
- Joachim Winkelhock, Tyskland
- Manfred Winkelhock, Tyskland †
- Markus Winkelhock, Tyskland
- Reine Wisell, Sverige
- Roelof Wunderink, Nederländerna
- Alexander Wurz, Österrike

## Y
- Sakon Yamamoto, Japan
- Alex Yoong, Malaysia

## Z
- Alex Zanardi, Italien
- Emilio Zapico, Spanien †
- Ricardo Zonta, Brasilien
- Renzo Zorzi, Italien
- Ricardo Zunino, Argentina